# Relations entre le Bangladesh et le Sénégal
Les relations entre le Bangladesh et le Sénégal sont les relations bilatérales de la république populaire du Bangladesh et de la république du Sénégal. Le Sénégal a été le premier pays africain à reconnaître le Bangladesh après son indépendance en 1971. Le Bangladesh a une ambassade à Dakar alors que le Sénégal n'a pas d'ambassadeur résident au Bangladesh. Les relations entre les deux pays ont été considérées comme cordiales, les deux pays s'efforçant de les renforcer encore.

## Coopération dans les forums internationaux
En 2003, le Sénégal a soutenu la candidature du Bangladesh au poste de secrétaire général de l'Organisation de la conférence islamique. « Nous ne soutiendrons pas seulement votre candidat, mais nous travaillerons aussi pour sa victoire », a déclaré le Dr Ahmed El Mansour, envoyé spécial du président sénégalais Abdoulaye Wade, lorsqu'il a rendu visite au Premier ministre Khaleda Zia dans son bureau.

## Coopération économique
Le Bangladesh et le Sénégal ont montré un intérêt mutuel à développer les activités économiques bilatérales entre les deux pays et ont pris les mesures nécessaires à cet égard. Le Sénégal a exprimé son intérêt à investir dans les secteurs prometteurs du Bangladesh. Le président de la chambre, Murshed Murad Ibrahim, a cité le Sénégal comme une importante économie émergente parmi les nations africaines et a sollicité des initiatives personnelles du plénipotentiaire nigérian en visite pour inciter les hommes d'affaires de son pays à importer davantage de produits bangladais de classe mondiale. Le Bangladesh a identifié la céramique, les produits pharmaceutiques, les vêtements confectionnés, le jute et les articles en cuir comme des exportations ayant un potentiel sur le marché sénégalais. En outre, le Bangladesh a invité le Sénégal à recruter de la main-d'œuvre qualifiée du Bangladesh qui contribuerait au développement socio-économique du pays. Le Bangladesh a rappelé que le Sénégal a été le premier pays parmi les nations africaines à reconnaître le Bangladesh peu après son indépendance. Il a exprimé sa gratitude au peuple et au gouvernement du Sénégal pour leur soutien pendant la guerre de libération du pays.